# NEAジャズ・マスターズ
NEAジャズ・マスターズ（NEA Jazz Masters）は、ジャズに貢献した人物に与えられる称号。アメリカ国立芸術基金（National Endowment for the Arts、NEA）は、毎年、最大で7人までのジャズ・ミュージシャンをジャズ・マスター賞によって称えている。国立芸術基金ジャズ・マスターズ・フェローシップは、アメリカがジャズ・ミュージシャンに与える最高の栄誉と自負している。この賞は通常、長い期間で自己を確立した後、パフォーマーないし批評家等のジャズに対する貢献者としてのキャリア後半に与えられる。

## NEAジャズ・マスターズ・リスト
国立芸術基金のウェブサイトから採用されたリスト。
- 1982年: ロイ・エルドリッジ、ディジー・ガレスピー、サン・ラ
- 1983年: カウント・ベイシー、ケニー・クラーク、ソニー・ロリンズ
- 1984年: オーネット・コールマン、マイルス・デイヴィス、マックス・ローチ
- 1985年: ギル・エヴァンス、エラ・フィッツジェラルド、ジョー・ジョーンズ
- 1986年: ベニー・カーター、デクスター・ゴードン、テディ・ウィルソン
- 1987年: クリーオ・ブラウン、メルバ・リストン、ジェイ・マクシャン
- 1988年: アート・ブレイキー、ライオネル・ハンプトン、ビリー・テイラー
- 1989年: バリー・ハリス、ハンク・ジョーンズ、サラ・ヴォーン
- 1990年: ジョージ・ラッセル、セシル・テイラー、ジェラルド・ウィルソン
- 1991年: ダニー・バーカー、バック・クレイトン、アンディ・カーク、クラーク・テリー
- 1992年: ベティ・カーター、ドロシー・ドネガン、ハリー・エディソン
- 1993年: ミルト・ヒントン、ジョン・ヘンドリックス、ジョー・ウィリアムス
- 1994年: ルイ・ベルソン、アーマッド・ジャマル、カーメン・マクレエ
- 1995年: レイ・ブラウン、ロイ・ヘインズ、ホレス・シルヴァー
- 1996年: トミー・フラナガン、ベニー・ゴルソン、J・J・ジョンソン
- 1997年: ビリー・ヒギンス、ミルト・ジャクソン、アニタ・オデイ
- 1998年: ロン・カーター、ジェイムス・ムーディ、ウェイン・ショーター
- 1999年: デイヴ・ブルーベック、アート・ファーマー、ジョー・ヘンダーソン
- 2000年: デヴィッド・ベイカー、ドナルド・バード、マリアン・マクパートランド
- 2001年: ジョン・ルイス、ジャッキー・マクリーン、ランディ・ウェストン
- 2002年: フランク・フォスター、パーシー・ヒース、マッコイ・タイナー
- 2003年: ジミー・ヒース[3]、エルヴィン・ジョーンズ、アビー・リンカーン[4]
- 2004年: ジム・ホール、チコ・ハミルトン、ハービー・ハンコック、ルーサー・ヘンダーソン、ナット・ヘントフ、ナンシー・ウィルソン
- 2005年: ケニー・バレル、パキート・デリヴェラ、スライド・ハンプトン、シャーリー・ホーン、アーティ・ショウ、ジミー・スミス、ジョージ・ウェイン
- 2006年: レイ・バレット、トニー・ベネット、ボブ・ブルックマイヤー、チック・コリア、バディ・デフランコ、フレディ・ハバード、ジョン・レヴィ
- 2007年: 秋吉敏子、カーティス・フラー、ラムゼイ・ルイス、ダン・モルゲンシュテルン、ジミー・スコット、フランク・ウェス、フィル・ウッズ
- 2008年: キャンディド・カメロ、アンドリュー・ヒル、クインシー・ジョーンズ、トム・マッキントッシュ、ガンサー・シュラー、ジョー・ワイルダー
- 2009年: ジョージ・ベンソン、ジミー・コブ、リー・コニッツ、トゥーツ・シールマンス、ルディ・ヴァン・ゲルダー、スヌーキー・ヤング
- 2010年: ムハル・リチャード・エイブラムス、ジョージ・アヴァキアン、ケニー・バロン、ビル・ホルマン、ボビー・ハッチャーソン、ユセフ・ラティーフ、アニー・ロス、シダー・ウォルトン[5]
- 2011年: ヒューバート・ロウズ、デイヴ・リーブマン、ジョニー・マンデル、オリン・キープニュース、マルサリス・ファミリー (エリス・マルサリス・ジュニア、ブランフォード・マルサリス、ウィントン・マルサリス、デルフィーヨ・マルサリス、ジェイソン・マルサリス)[6]
- 2012年: ジャック・ディジョネット、ヴォン・フリーマン、チャーリー・ヘイデン、シーラ・ジョーダン、ジミー・オーエンズ[7]
- 2013年: モーズ・アリソン、ルー・ドナルドソン、ロレイン・ゴードン、エディ・パルミエリ
- 2014年: ジェイミー・エーバーソルド、アンソニー・ブラクストン、リチャード・デイヴィス、キース・ジャレット
- 2015年: カーラ・ブレイ、ジョージ・コールマン、チャールズ・ロイド、ジョー・シーガル[8]
- 2016年: ゲイリー・バートン、ウェンディ・オクセンホーン、ファラオ・サンダース、アーチー・シェップ
- 2017年: ディー・ディー・ブリッジウォーター、アイラ・ギトラー、デイヴ・ホランド、ディック・ハイマン、ロニー・スミス
- 2018年: パット・メセニー、ダイアン・リーヴス、ジョアン・ブラッキーン、トッド・バルカン
- 2019年: ボブ・ドロー、アブドゥーラ・イブラヒム、マリア・シュナイダー、スタンレー・クラウチ[9]
- 2020年: ドーサーン・カーク、ボビー・マクファーリン、ロスコ・ミッチェル、レジー・ワークマン
- 2021年: テリ・リン・キャリントン、アルバート・ヒース、フィル・シャープ、ヘンリー・スレッギル[10]
- 2022年: ビリー・ハート、ドナルド・ハリソン、スタンリー・クラーク、カサンドラ・ウィルソン
- 2023年: レジーナ・カーター、ケニー・ギャレット、ルイス・ヘイズ、スー・ミンガス
- 2024年: ゲイリー・バーツ、テレンス・ブランチャード、ウィラード・ジェンキンス、アミナ・クローディン・マイアーズ
- 2025年: マーシャル・アレン、マリリン・クリスペル、チューチョ・バルデース、ゲイリー・ギディンス